# يول إيدوشي
يول تشيبويكي دانيال إدوتشي (من مواليد 7 يناير 1982) هو ممثل نيجيري، سمي على اسم الممثل الروسي الشهير يول براينر. هو من ولاية أنامبرا بنيجيريا، ونجل الممثل النيجيري بيت إدوتشي، وقد نشأ في لاغوس وإنوغو. هو الأخير من بين 6 أطفال، وتزوج في سن 22، والتحق بجامعة بورت هاركورت، حيث حصل على بكالوريوس الآداب في الفنون المسرحية.

## حياته الشخصية
متزوج من مي أليغوي وله 3 أبناء وبنت.

## حياته المهنية
انضم إلى نوليوود في 2005 من خلال فيلمه الأول بعنوان «الغرائز» جنبًا إلى جنب مع الراحل «جوستوس إسيري»، و«إنبليلي إليبوا». حصل على استراحة في عام 2007 بعد أن ظهر إلى جانب جينيفيف نناجي وديزموند إليوت في فيلم «رياح المجد».

## مشاريع أخرى

### أكاديمية يول إيدوتشي
في عام 2015، افتتح يول إيدوتشي أكاديمية أفلام في لاغوس. أطلق الأكاديمية نتيجة لتدهور الجودة والاحتراف لدى الممثلين والممثلات النيجيريين. من المفترض أن تقوم الأكاديمية كما ذكر عنها بتدريب الجيل القادم من ممثلي وممثلات نوليوود، وهو واجب ينوي القيام به بنفسه حسب تعبيره. تمنح الأكاديمية الفرصة للأشخاص الموهوبين للتعرف على صناعة السينما النيجيرية.

### سياسة
في 14 يوليو 2017، أعلن يول إدوتشي عن نيته الترشح لمنصب حاكم ولاية أنامبرا. تم إصدار هذا الإعلان تحسبا لمشروع قانون «ليس صغيرا جدا على الجري» الذي أقره مجلس الشيوخ للحكومة الفيدرالية لنيجيريا. ومع ذلك أصبح الإعلان رسميًا في 22 أغسطس 2017 عندما اختار نموذج ترشيح الحزب السياسي «مؤتمر الشعوب الديمقراطي» وأصبح في النهاية حامل العلم والمرشح لمنصب الحاكم للحزب للترشح لمنصب حاكم ولاية أنامبرا.